# Forte forte forte
Forte forte forte è il settimo album della cantante italiana Raffaella Carrà, pubblicato nel 1976 dall'etichetta discografica CGD e distribuito dalle Messaggerie Musicali di Milano.

## Il disco
L'album è stato pubblicato in Italia il 25 maggio 1976 ed è anticipato da 3 singoli, l'ultimo dei quali A far l'amore comincia tu, pubblicato neppure un mese prima e quasi subito ristampato, contiene due tra le canzoni di maggior successo della soubrette, che precorrono quelle che diventeranno le sonorità tipiche Euro disco.
La rivista statunitense Billboard scrisse nel suo numero del 24 dicembre 1977 che secondo la CBS Forte forte forte era tra gli album più venduti della compagnia nel mese precedente.
Il titolo proviene dalla canzone omonima Forte forte forte, l'album viene pubblicato su etichetta CGD/Messaggerie Musicali, con la direzione artistica di Paolo Ormi e Danilo Vaona. 
Male/Sciocco è il 45 giri che anticipa con buon successo europeo, l'uscita dell'album, seguito dal singolo Tornerai/5353456  che invece ottiene un grandissimo riscontro commerciale anche all'estero; contestualmente alla pubblicazione del 33 giri, viene pubblicato un terzo 45 giri di discreto successo Forte Forte Forte/A Far L'amore Comincia Tu con Forte forte forte scelta come sigla del programma radiofonico Gran Varietà sul lato A e A far l'amore comincia tu. A far l'amore comincia tu, in tutte le sue versioni (italiana, spagnola, inglese, francese, tedesca) ed edizioni, sarà il brano più venduto di Raffaella Carrà in tutto il mondo e nella nuovissima versione di Bob Sinclar, entrerà a far parte della colonna sonora del film italiano La grande bellezza di Paolo Sorrentino, vincitore del premio Oscar per il miglior film straniero. 
A inizio estate del 1976 la Carrà inizia il tour Forte Forte Forte Show che toccherà 10 paesi del mondo con molte registrazioni televisive nazionali. 
Nel 2015 la Sony Music pubblica un doppio CD Forte forte forte - Hits & Rarities, contestualmente all'omonimo show televisivo del 2015, che contiene Forte, nuova versione del brano Forte forte forte, a cura di Bob Sinclar.
Dal 26 giugno 2024, l'album è disponibile su tutte le piattaforme digitali.

## Versioni e successi internazionali
L'album ottiene un grandissimo successo anche all'estero, sostenuto da una massiccia distribuzione.

In Ecuador con il titolo En el amor todo es empezar, diversa disposizione delle tracce tradotte in spagnolo e copertina differente.

In Colombia nel 1977 con il titolo En espanol, mantenendo le tracce in spagnolo disposte diversamente dalla versione italiana ed ecuadoregna e con copertina ancora diversa.

In Cile come Fuerte fuerte fuerte, sempre con le tracce in spagnolo ma nella stessa successione della versione italiana e la stessa copertina.

In Argentina e Bolivia tradotto in castellano e distribuito con il titolo Raffaella Carrà (En Castellano), diversa copertina, diversa disposizione delle tracce e l'aggiunta del brano Rumore, anch'esso tradotto.

Negli altri paesi: Canada, Grecia, Brasile, Israele e Turchia, è stata mantenuta la versione italiana con la sua copertina.
I 3 singoli estratti sono stati pubblicati per il mercato italiano e distribuiti anche all'estero, mentre Bobo step/Rumores e Fuerte fuerte fuerte/En el amor todo es empezar, solo per il mercato ispanico ed internazionale.
Disco d'oro in Spagna, Canada, Regno Unito e Germania; doppio disco d'oro (1978) in Grecia.
Nel 1999 Bobo Step è stata inserita in versione dance nei dischi remix Fiesta - I grandi successi per l'Italia e Fiesta - Grandes Éxitos per i mercati latini.
Lo stesso brano, registrato dalla vocalist Antonella Tersigni, è stato proposto in playback da Ilaria Galassi nella seconda edizione (92/93) della trasmissione Non è la RAI.

## Tracce
Edizioni musicali Sugar Music se non indicato altrimenti.
Lato A
1. Male – 3:49 (testo: Gianni Boncompagni, Andrea Lo Vecchio – musica: Shel Shapiro; edizioni musicali Alfiere)
2. Tornerai – 4:18 (testo: Nino Rastelli – musica: Dino Olivieri; edizioni musicali Leonardi)
3. 53 53 456 – 3:15 (Gianni Boncompagni)
4. A far l'amore comincia tu – 2:40 (testo: Daniele Pace – musica: Franco Bracardi)
5. Voglia di tornare – 3:49 (Enzo De Luca)

Lato B
1. Forte forte forte – 3:43 (testo: Cristiano Malgioglio – musica: Franco Bracardi)
2. Sciocco – 2:58 (testo: Gianni Boncompagni, Andrea Lo Vecchio – musica: Gianni Boncompagni)
3. Bobo step – 3:28 (testo: Gianni Boncompagni – musica: Claude Morgan)
4. E mia madre – 4:55 (testo: Carla Vistarini – musica: Tony Cicco)

## Musicisti

### Artista
- Raffaella Carrà - voce

### Arrangiamenti e direzione orchestrale
- Danilo Vaona - A far l'amore comincia tu, Forte forte forte, Bobo step
- Paolo Ormi - altri brani